# 10 (album de Wet Wet Wet)
Albums de Wet Wet Wet
Picture This
(1995) The Greatest Hits
(2004)
Singles
1. If I Never See You Again
Sortie : 10 mars 1997
2. Strange
Sortie : 2 juin 1997
3. Yesterday/Maybe I'm in Love
Sortie : 4 août 1997

10 est le septième album studio du groupe Wet Wet Wet. Il sort le 3 mars 1997 pour fêter l'anniversaire de leur premier album, Popped In Souled Out, publié dix ans plus tôt. Les trois singles issus de cet album sont If I Never See You Again, Strange, et Yesterday/Maybe I'm in Love. Le disque atteignit la seconde place du classement britannique.

## Liste des pistes
Toutes les chansons sont écrites et composées par Clark, Cunningham, Mitchell, Pellow, sauf annotations.
| No  | Titre                                                                             | Durée |
| --- | --------------------------------------------------------------------------------- | ----- |
| 1.  | If I Never See You Again (Terry Britten, Graeme Clark, Graham Lyle, Marti Pellow) | 3:50  |
| 2.  | Back on My Feat                                                                   | 3:30  |
| 3.  | Fool for Your Love                                                                | 3:32  |
| 4.  | The Only Sounds (Terry Britten, Graeme Clark, Graham Lyle, Marti Pellow)          | 5:12  |
| 5.  | If Only I Could Be with You                                                       | 4:22  |
| 6.  | I Want You                                                                        | 4:17  |
| 7.  | Maybe I'm in Love                                                                 | 3:14  |
| 8.  | Beyond the Sea (Charles Trenet, Jack Lawrence)                                    | 3:56  |
| 9.  | Lonely Girl                                                                       | 5:13  |
| 10. | Strange                                                                           | 4:01  |
| 11. | Theme from Ten                                                                    | 2:20  |
| 12. | It Hurts                                                                          | 4:50  |

Une édition limitée fut publiée, elle inclut un CD bonus intitulé 10 Again :
| No | Titre                                                                                                | Durée |
| -- | --- | ----- |
| 1. | Strange (radio edit)                                                                                 |       |
| 2. | Lonely Girl (live at FFH Germany)                                                                    |       |
| 3. | Love Is All Around (Reg Presley) (live at Hook End)                                                  |       |
| 4. | If I Never See You Again (Terry Britten, Graeme Clark, Graham Lyle, Marti Pellow) (live at Hook End) |       |
| 5. | Yesterday (John Lennon, Paul McCartney) (single version)                                             |       |
| 6. | Maybe I'm in Love (live at Hook End)                                                                 |       |
| 7. | Beyond the Sea (Charles Trenet, Jack Lawrence) (live at Hook End)                                    |       |